# Sigmund (Völsung)

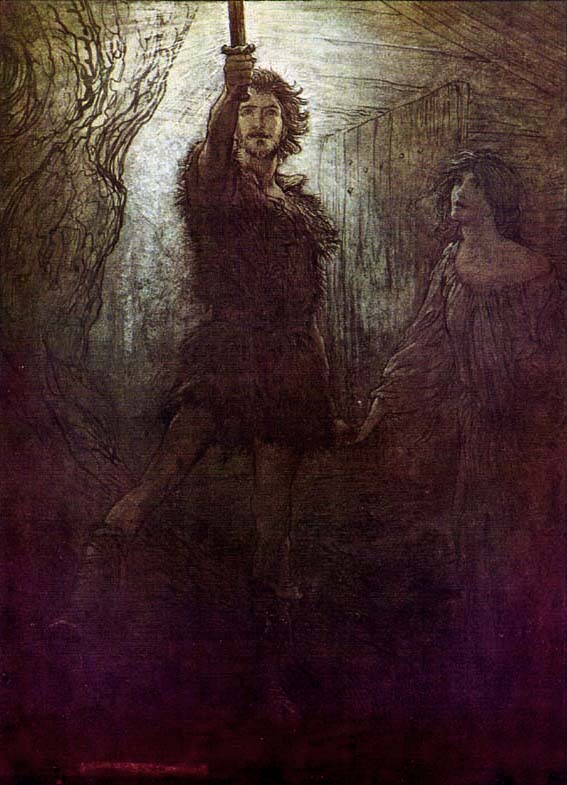
Sigmund door Arthur Rackham.

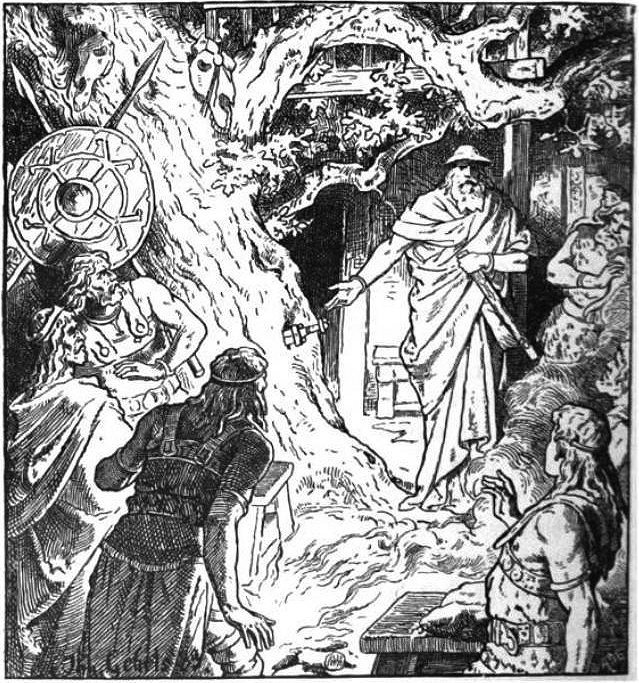
Sigmunds Zwaard (1889) door Johannes Gehrts.

Sigmund is in de Noordse mythologie de vader van Sigurd en zijn levensverhaal wordt verteld in de eerste episode van de IJslandse Völsunga-saga, geschreven in proza door een anonieme auteur in de 13e eeuw.

## Synopsis
Sigmund is de zoon van koning Völsung, de zoon van Rerir, de zoon van Sigi, de zoon van Odin. Sigmund is de oudste van tien zonen en de tweelingbroer van dochter Signy. Sikling Siggeir, de koning van Gotland, trouwt met Signy, maar op de huwelijksdag plant Odin zijn zwaard in de barnstok, de eik midden in het hof. Wie het zwaard van Odin er uit kan trekken mag hem houden. Als laatste doet Sigmund een poging en het lukt hem. 
Na twee maanden brengen de Völsungen een bezoek aan Siggeir en Signy. Siggeirs leger doodt Völsung en neemt de tien zonen gevangen. Ze worden in het bos aan een boom geketend en aan de wilde dieren overgelaten. Siggeirs moeder eet als wolvin elke nacht een van de broers op. Alleen Sigmund weet te overleven door in de tong van de wolvin te bijten. Signy had zijn gezicht met honing laten insmeren en dat was de wolvin er af gaan likken. Hij verschuilt zich in het bos in een onderaardse grot. Af en toe brengt Signy hem een bezoek. Hij leeft in de grot als smid. Na tien jaar brengt Signy's dienstmaagd hem een zoon van Signy, maar hij is niet geschikt om iets van Sigmund te leren, hij is te laf en wordt teruggestuurd. Dan komt er een mooie tovenares aan Signy's hof met wie ze van gedaante verwisselt. Als de tovenares gaat Signy naar haar broer en als ze weer terugkeert is ze zwanger van Sigmund. Na tien jaar brengt de dienstmaagd de zoon van Signy naar Sigmund. De jongen Sinfiötli, is dapper en samen met zijn vader, die niet weet dat hij zijn echte zoon is, gaan ze naar Siggeirs burcht. Sinfiötli heeft enkel slechte herinneringen aan zijn 'vader'. Singiötli doodt Siggeirs kinderen en wordt met Sigmund in een grafheuvel gevangengezet. Maar Signy brengt haar zoon het zwaard van Odin, dat Siggeir eerder Völsung na zijn dood had afgenomen. Met dat zwaard ontsnappen vader en zoon. Ze steken de burcht in brand en iedereen komt om. Signy verkiest de vuurdood, maar weet Sigmund nog te vertellen dat Sinfiótli zijn zoon is. Ze gaan terug naar het hof van Völsung.
Sigmund huwt Borghild en krijgt met haar twee zonen: Helgi en Hamond. Borghild vergiftigt Sinfiötli, omdat hij haar broer heeft gedood. Ook Helgi komt om tijdens zijn avonturen en Sigmund stuurt Borghild weg. Hij hertrouwt met Hjördis, de dochter van Eylimi, de koning van een klein eilandenrijk. Maar ook Lyngvi wilde met haar trouwen en hij valt Eylimi aan. Sigmund is onoverwinnelijk met zijn zwaard van Odin, maar Odin verschijnt met een hellebaard en slaat het zwaard stuk. Sigmund valt neer. Hjördis heeft met haar dienstmaagd de burcht verlaten en komt bij de stervende Sigmund. Die vertelt haar dat ze een zoon van hem zal krijgen, die sterker is dan hij. Ze moet aan hem de scherven van Odins zwaard geven. Later smeedt Regin het zwaard (Gram) weer aaneen en weet Sigurd de draak Fafnir er mee te verslaan. Lyngvi vertrekt met zijn schepen als hij Hjördis niet kan vinden.
Alf (Elf), de zoon van koning Hjalprek, komt op het eiland water in slaan en ontmoet Hjördis en haar dienstmaagd, die van kleding zijn verwisseld. Sigmund wordt op het eiland begraven en Hjördis gaat mee met Alf en wordt zijn vrouw, als hij er achter is gekomen dat zij in werkelijkheid de koningin en weduwe van Sigmund is. Sigurd wordt geboren en aan Alfs hof opgevoed.

## Beowulf
In het Angelsaksische epische gedicht Beowulf komt Sigmund voor als Sigemund Waelsing (Völsung), Waels' zoon. In Beowulf is niet Sigurd, maar Sigemund de drakendoder. Sigmunds zoon Sinfjötli wordt er ook vermeld, maar als zijn neef Fitela. Als zoon van Sigmunds zuster Signy is Sinfjötli niet alleen Sigmunds zoon, maar ook zijn neef.